# Glockengießerei Pühler
Die Glockengießerei Pühler war die erste von vier Glockengießereien der Herrnhuter Brüdergemeine. Begründet wurde sie durch den aus Schwabach stammenden Johann Thomas Pühler, der sich 1767 in Gnadenberg niederließ. Gnadenberg (heute Ortsteil Godnow des Dorfs Kruszyn) war eine von zwei frühen Siedlungen der Brüdergemeine in Schlesien, die durch Preußen unmittelbar nach dem Ersten Schlesischen Krieg ermöglicht wurde. Die Glockengießerei wurde durch Pühlers Söhne weitergeführt und bestand bis 1860.
Koordinaten: 51° 15′ 33″ N, 15° 36′ 57″ O

## Johann Thomas Pühler
Der Glockengießer Johann Thomas Pühler (* 3. April 1737 in Schwabach; † 8. November 1812 in Gnadenberg) wurde 1788 durch den erfolgreichen Guss einer großen Glocke für Klix bekannt. Grundherrin von Klix war damals Agnes Sophia Reuß, die ebenfalls der Herrnhuter Brüdergemeine angehörte. Bei Johann Thomas Pühler ging der später weltweit bekannt gewordene Kleinwelkaer Glockengießer Friedrich Gruhl in die Lehre. Auch der aus Gnadenfeld stammende Heinrich Philipp Liebold (1798–1878), später Glockengießer im Herrnhuter Viertel von Neuwied, ist hier wahrscheinlich um 1811 ausgebildet worden.
Pühler baute ein Haus in Gnadenberg und heiratete am 19. November 1780 Maria Elisabeth (1750–1827), die Tochter des Schmieds Christian Stephan aus Ottenhain. Sie hatten fünf Kinder. Der älteste Sohn Ernst Thomas (1786–1813) übernahm zunächst den Betrieb, starb jedoch früh.
Die große Glocke in Klix wurde 1877 umgegossen. Vermutlich sind außer einer von 1801 (siehe Tabelle unten) kaum weitere Glocken von Johann Thomas Pühler erhalten und viele seiner Werke durch Umguss oder während der beiden Weltkriege verloren gegangen.

## Christian Ludwig Pühler
Nachfolger wurde 1813 der zweite Sohn des Firmengründers und Bruder von Ernst Thomas, Christian Ludwig Pühler (* 29. Juli 1789 in Gnadenberg; † 17. Dezember 1860 ebenda). Nach zwei durch die Brüdergemeine abgelehnten Heiratsgesuchen heiratete er am 27. Februar 1816 in Herrnhut Charlotte Marie Amalie Schlegel (1792–1867) aus Gnadau. Die Ehe blieb kinderlos.
Christian Ludwig goss eine große Anzahl an Glocken, hauptsächlich für damals evangelische Kirchen in Niederschlesien (heute in den Woiwodschaften Niederschlesien und Lebus in Polen sowie im Landkreis Görlitz in Deutschland). Nach dem Tod von Christian Ludwig Pühler bot man 1860 dem aus Kleinwelka stammenden (August) Theodor Lehmann (1828–1879) die Nachfolge für die verwaiste Glockengießerei in Gnadenberg an. Lehmann entschied sich jedoch für die Glockengießerei im Herrnhuter Viertel von Neuwied und wurde dort Nachfolger von Heinrich Schippang (1798–1864). Damit brach die Glockengießer-Tradition in Gnadenberg schon 1860 ab.
Obwohl in beiden Weltkriegen Glocken als Metallspende für Rüstungszwecke eingeschmolzen wurden, sind von Christian Ludwig Pühler noch mindestens zwölf Glocken in zehn Kirchen erhalten (siehe Tabelle). Einige finden sich noch an den Originalorten, andere kamen nach 1945 als Leihglocken bis nach Hessen, Nordrhein-Westfalen, Baden-Württemberg und Franken.

## Noch existierende Glocken
In der Tabellenansicht sind die Spalten Jahr, Masse und Land des heutigen Standorts sortierbar. Die Koordinaten sind für die ursprünglichen Standorte angegeben und auch alle zusammen über das Link „Karte mit allen Koordinaten ... WikiMap“ darstellbar.
| Name der Glocke und Text vorn                                                                                      | Text hinten                                                                                                  | Jahr                   | gegossen für (Karte)                                                               | Masse und weitere Daten Ablieferungsnummer | Land des heutigen Standorts sowie Bemerkungen                                                                       | Bild               |
| --- | --- | ---------------------- | ---------------------------------------------------------------------------------- | ------------------------------------------ | --- | ------------------ |
| | | 1801                   | Dorfkirche Lättnitz (heute Letnica in der Gmina Świdnica)                          | 95 kg 0,4 m ø 9/23/74B                     | Deutschland Pfarrkirche St. Marien in Erika (Haren)                                                                 |                    |
| | | 1818                   | Dorfkirche Rückenwaldau (heute Wierzbowa in der Gmina Gromadka)                    | 75 kg ? m ø 9/19/100B (109B?)              | Deutschland Duisburg-Beeck                                                                                          |                    |
| S. Catharina Prae eccles: Christh. Bittner et Casp: Scholz. Iudice locali Gottl: Zimmer. Ludi magistro Franc. Wolf | C. L. Puehler fudit Gnadenbergiae prope Boleslavia anno 1823                                                 | 1823                   | Dorfkirche Mednitz (heute St. Sebastian in Miodnica, Gmina Żagań)                  | ? kg 0,59 m ø                              | Polen noch vor Ort                                                                                                  |                    |
| Vaterunser | Liebe soll Euch stets regieren. Die Freude wie den Kummer spricht meine Stimme aus. Sie tönt den letzten ... | 1835                   | evangelische Kirche Bunzlau (heute katholische Pfarrkirche Maria-Hilf Bolesławiec) | 862 kg 1,180 m ø e′-Glocke e1 −1 9/19/17B  | Deutschland seit 1952 im Südturm von St. Stephan (Würzburg)                                                         |                    |
| | Dienet dem Herrn mit Freuden, kommt vor sein Angesicht mit Frohlocken Psalm 100, 2                           | 1840 1854 um- gegossen | evangelische Stadtkirche Rothenburg/Oberlausitz                                    | 250 kg ca.                                 | Deutschland noch vor Ort                                                                                            |                    |
| (kleinste von drei)                                                                                                | | 1844                   | Stabkirche Wang in Brückenberg (heute Karpacz Górny)                               | 75 kg                                      | Polen noch vor Ort                                                                                                  |                    |
| Vater unser | Vater unser, der Du bist ...                                                                                 | 1844                   | Stabkirche Wang in Brückenberg (heute Karpacz Górny)                               | 175 kg                                     | Polen noch vor Ort                                                                                                  |                    |
| Lob Christi | Psalm 103, 1–4                                                                                               | 1844                   | Stabkirche Wang in Brückenberg (heute Karpacz Górny)                               | 350 kg                                     | Polen noch vor Ort                                                                                                  |                    |
| | | 1845                   | Kontopp (heute Konotop (Kolsko))                                                   | 240 kg 9/23/21B                            | Deutschland Jugendhaus Kinderheimat Kleingartach                                                                    |                    |
| Christusglocke | Erhalt uns, Herr, in Deiner Wahrheit. Eigenthum der evangelischen Kirchgemeinde zu Laehn.                    | 1845                   | Lähn (heute Wleń)                                                                  | 903 kg 1,160 m ø e′ - 5 9/29/15B           | Deutschland seit 1952? in St. Katharina in Eschwege                                                                 | Bilder Tonaufnahme |
| Spes Hebräer 10, 23 Friede auf Erden                                                                               | Anno 1850 ward die erste Glocke durch freiwillige Gaben umgeschmolzen und zur dritten erweitert.             | 1850                   | Grenzkirche Nieder Wiesa (heute Wieża)                                             | 560 kg 0,99 m ø g-Glocke                   | Deutschland zunächst in Idstein, dann seit 1956 als Greffenberger Friedensglocke in der Auferstehungskirche Bamberg |                    |
| 11-Uhr-Glocke | Rufe getrost, erhebe deine Stimme (Jesaja 55, 1)                                                             | 1851                   | Prausnitz (heute Prusice bei Złotoryja)                                            | 230 kg 9/21/77B                            | Deutschland seit 1952 in St. Jakob in Ulsenheim                                                                     |                    |
| (Zweite von drei)                                                                                                  | O, heiliger Geist, kehr bei uns ein, Friede ...                                                              | 1860                   | Evangelische Kirche in Kunnersdorf (Schöpstal)                                     | 210 kg 0,72 m ø c″                         | Deutschland noch vor Ort                                                                                            | Bilder Tonaufnahme |